# برج ویلیس

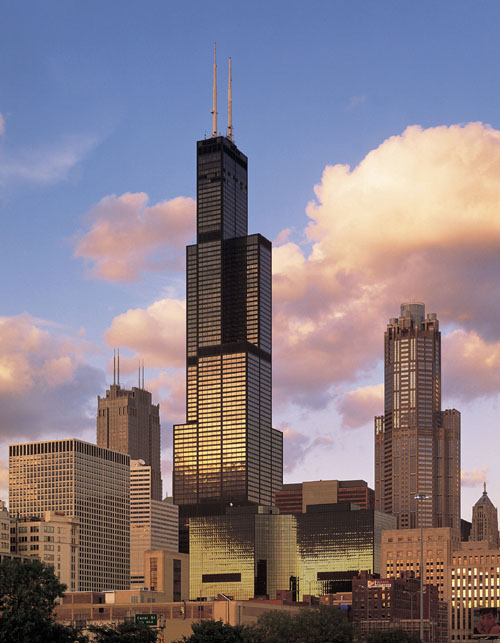
نمایی از برج ویلیس در شیکاگو.

برج ویلیس (به انگلیسی: Willis Tower) با نام پیشین برج سیرز، ساخت سال ۱۹۷۳، نام یکی از بلندترین ساختمان‌های جهان و از نمادهای شهر شیکاگو است. این ساختمان ۱۰۸ طبقه و ۵۲۷ متر ارتفاع دارد و دومین ساختمان بلند آمریکا، و سومین برج بلند در جهان است. این ساختمان یکی از مکان‌های گردشگری برای توریست‌هایی می‌باشد که به شیکاگو سفر میکنند
معمار این بنا بروس گریام و مهندس سازه آن فضل‌الرحمن خان بودند که برای اسکیدمور، اوینگز، مریل کار می‌کردند.

مقایسه ارتفاع بلندترین برج‌های آمریکا

## نگارخانه

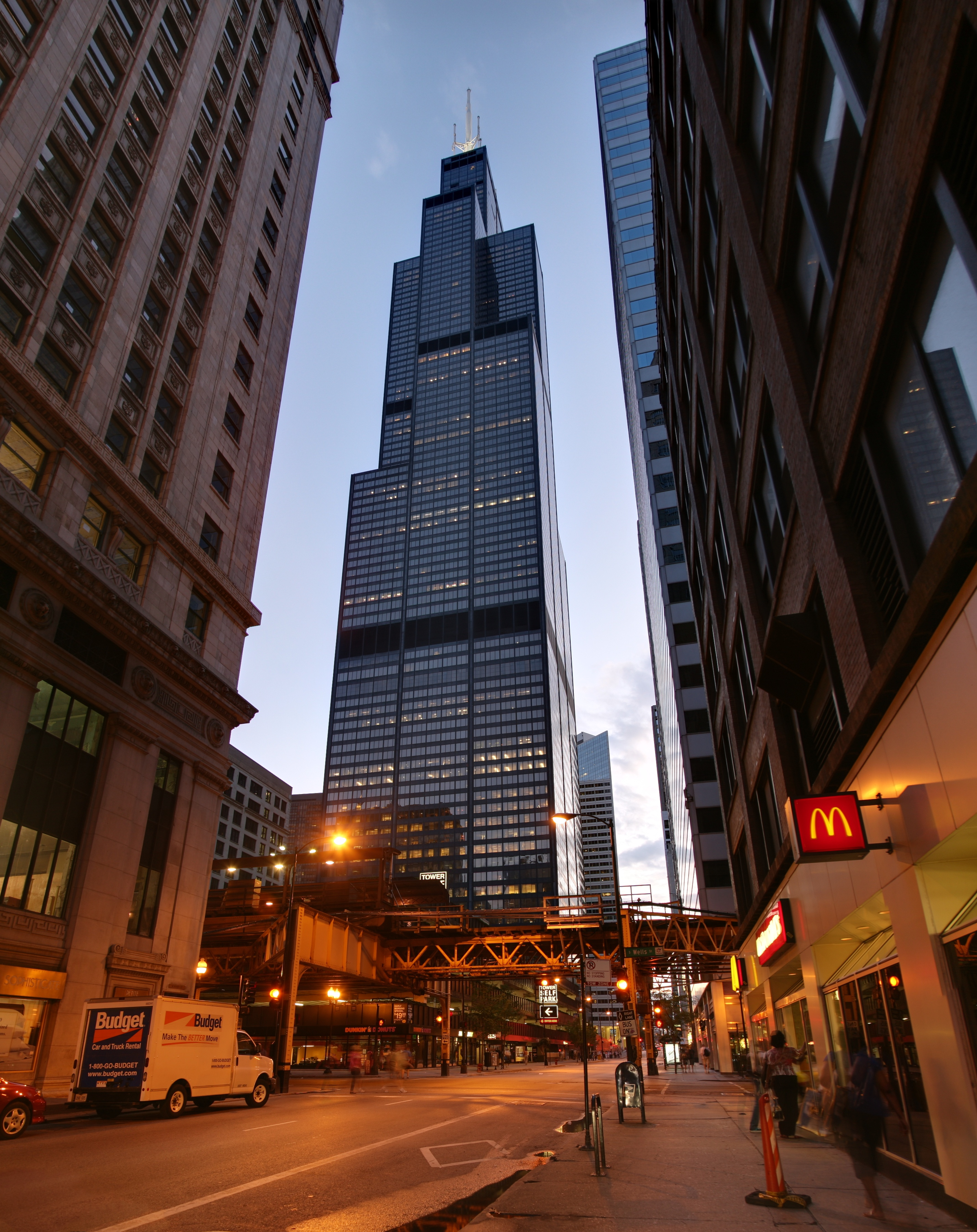
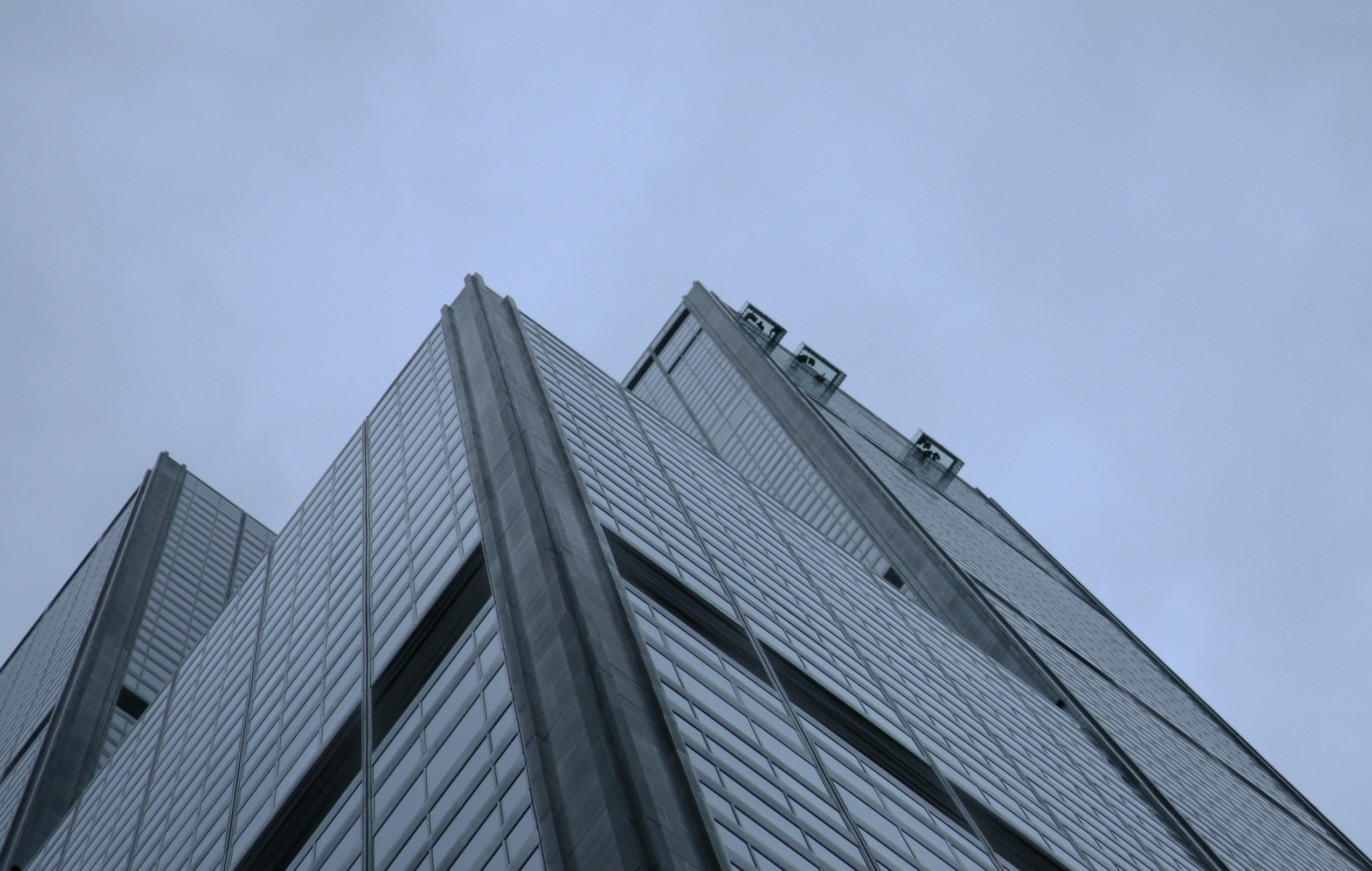
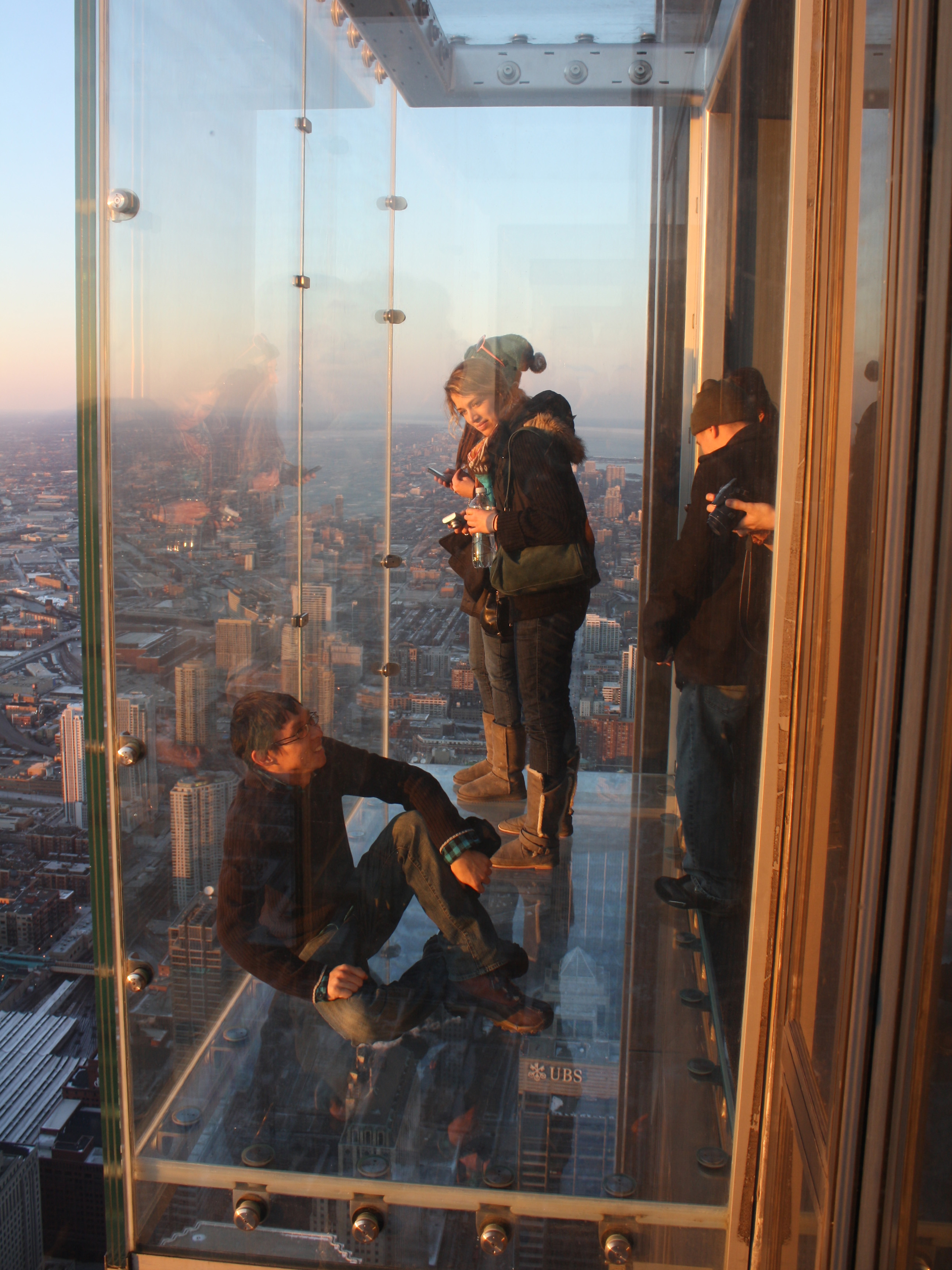
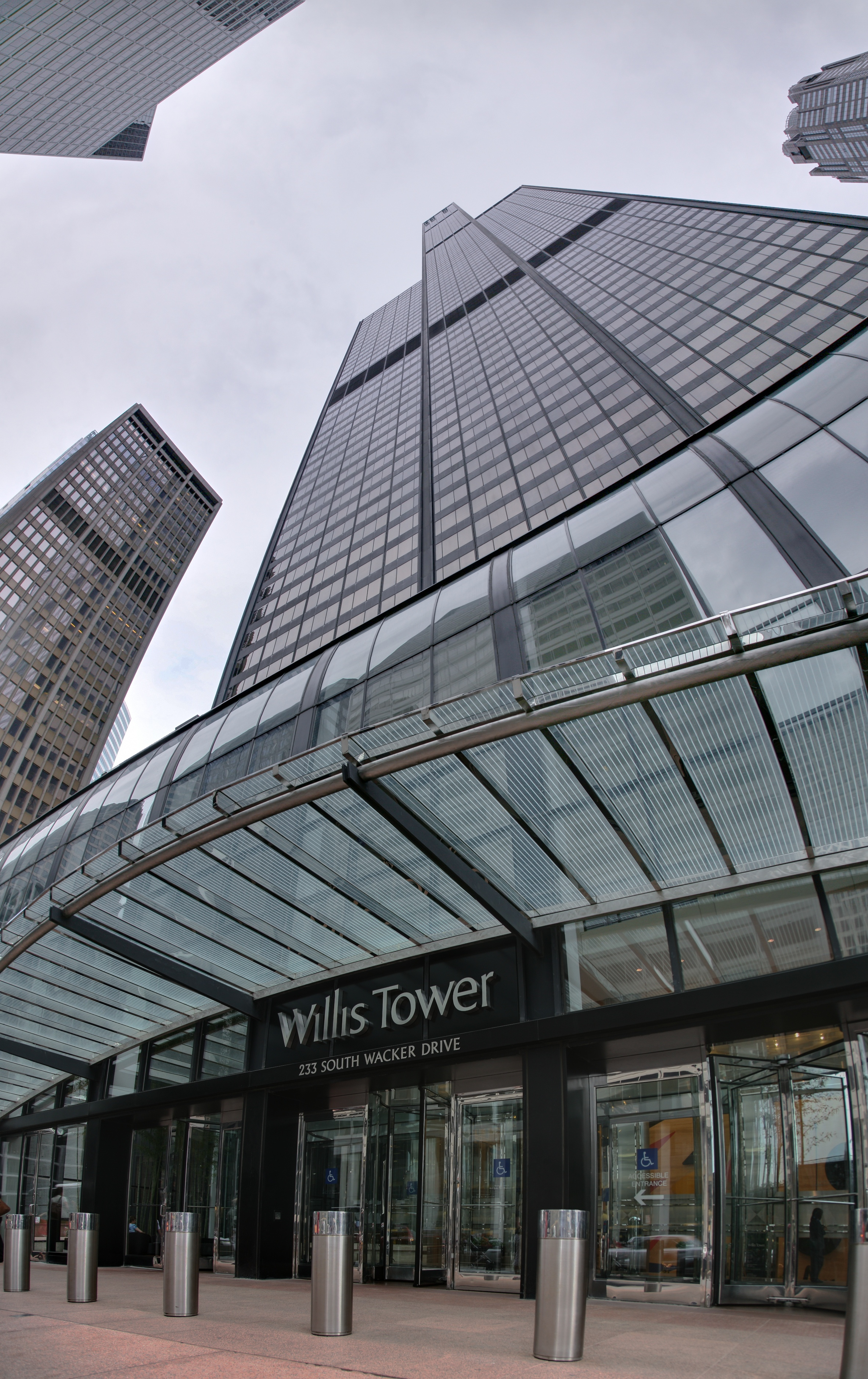
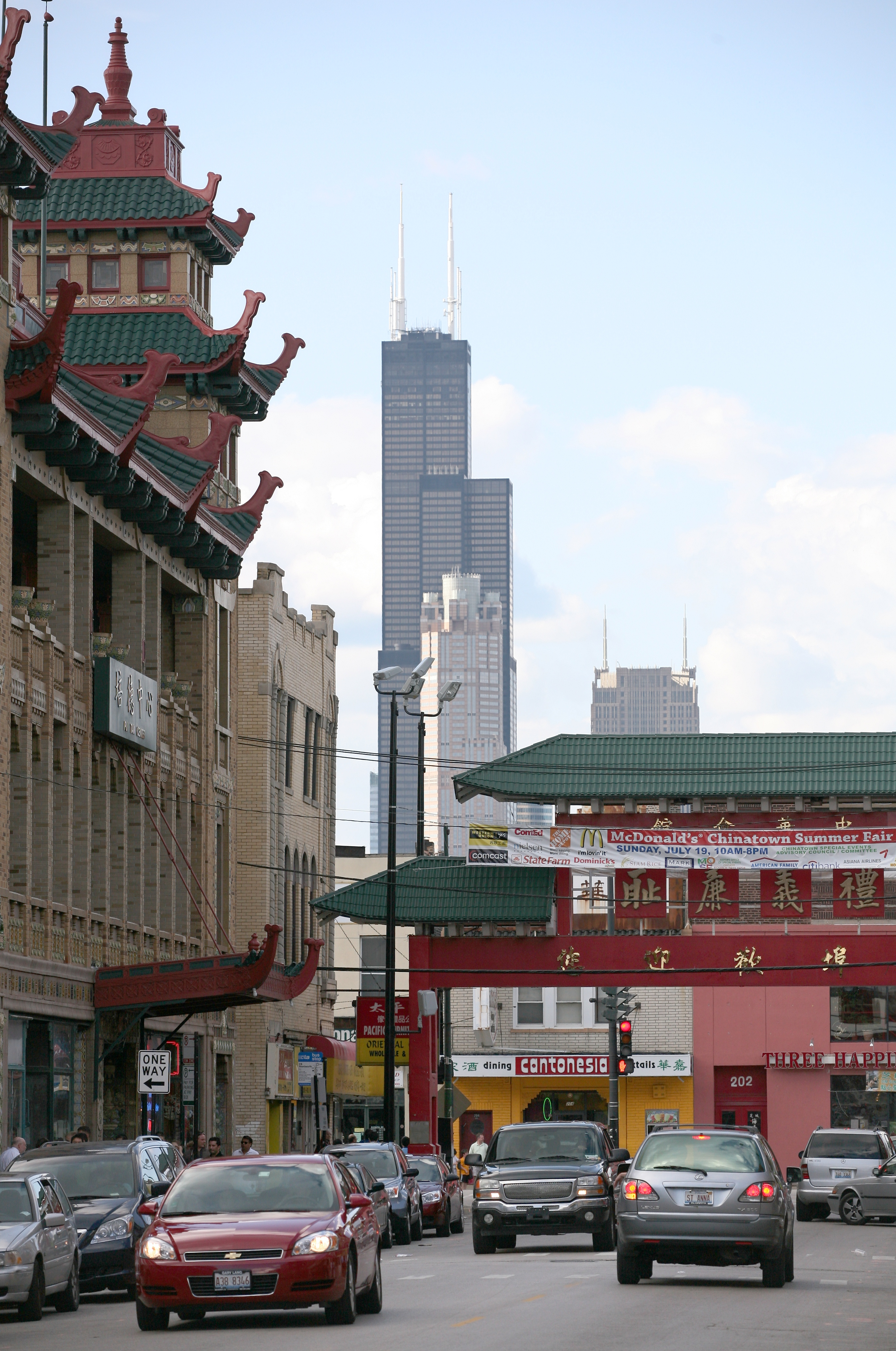
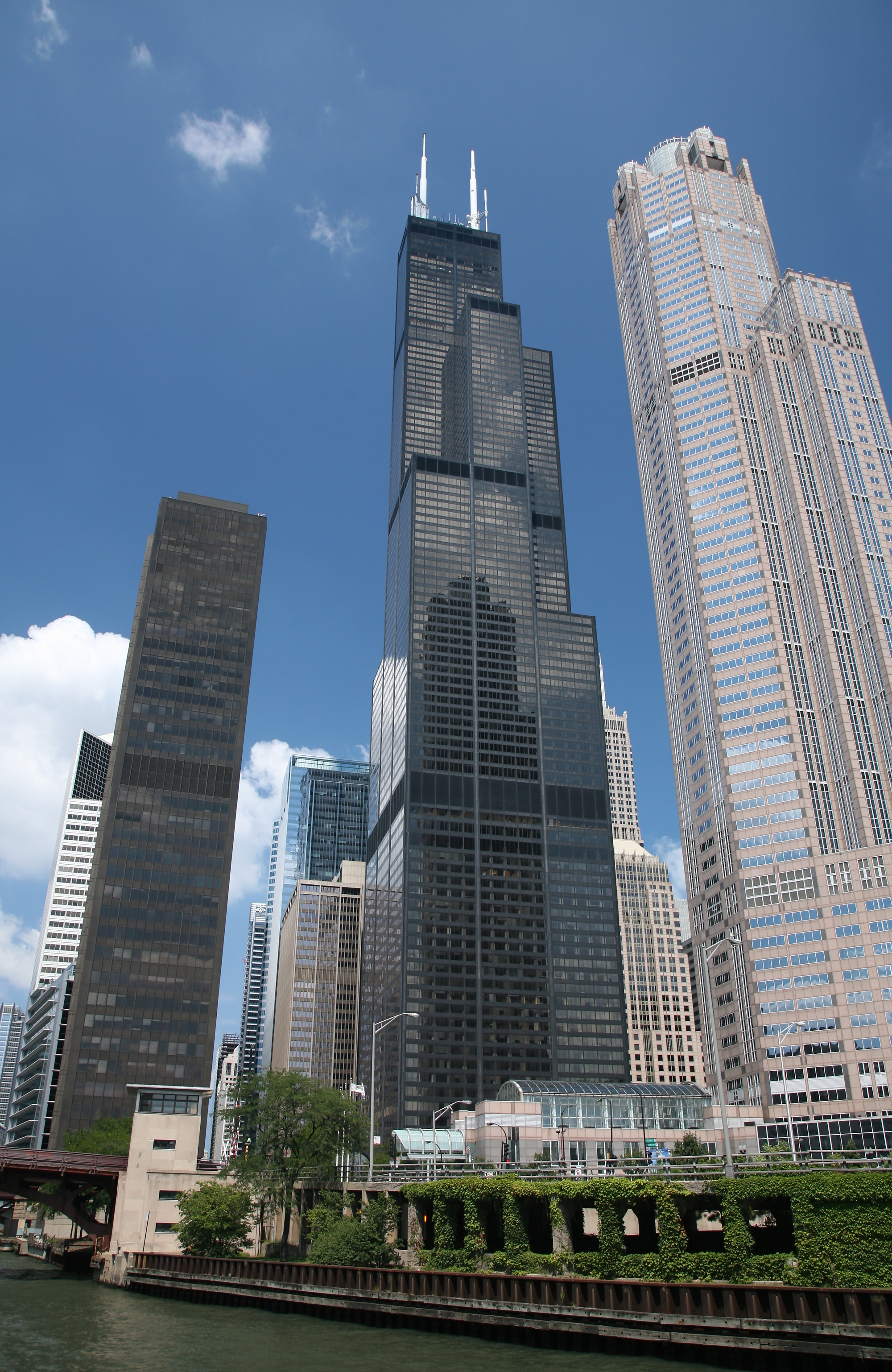